# Sampo Terho
Sampo Terho (ur. 20 września 1977 w Helsinkach) – fiński polityk, parlamentarzysta krajowy, deputowany do Parlamentu Europejskiego VII i VIII kadencji, w latach 2017–2019 minister kultury, sportu i spraw europejskich.

## Życiorys
Z wykształcenia historyk, absolwent Uniwersytetu w Tampere. Pracował w administracji ONZ na Bałkanach. Został też wykładowcą na Fińskim Uniwersytecie Obrony Narodowej (MPKK), zajął się również działalnością publicystyczną.
W wyborach europejskich w 2009 kandydował z ramienia Perussuomalaiset do Parlamentu Europejskiego. Mandat europosła objął w 2011, gdy zrezygnował z niego Timo Soini. W PE przystąpił do grupy Europa Wolności i Demokracji. W 2014 z powodzeniem ubiegał się o reelekcję, dołączył do frakcji Europejskich Konserwatystów i Reformatorów. Złożył mandat 26 kwietnia 2015, co było związane z wyborem na posła do Eduskunty. 1 czerwca 2015 został przewodniczącym klubu parlamentarnego swojego ugrupowania.
W maju 2017 dołączył do rządu Juhy Sipili jako minister kultury, sportu i spraw europejskich. W czerwcu tegoż roku bez powodzenia ubiegał się o przywództwo w partii, przegrywając z Jussim Halla-aho. Opuścił następnie klub poselski Prawdziwych Finów, przechodząc do utworzonej wówczas frakcji Nowa Alternatywa. Stanął też na czele nowego ugrupowania pod nazwą Błękitna Przyszłość.
W 2019 znalazł się poza parlamentem, w czerwcu tegoż roku zakończył pełnienie funkcji rządowej. Odszedł również z funkcji przewodniczącego partii.